# Das Racist
Das Racist — музыкальный коллектив из Бруклина, Нью-Йорк, исполняющий альтернативный хип-хоп. В состав входят два эмси: Химаншу Сури (Heems) и Виктор Васкес (Kool A.D.) — и хайпмен Ашок Кондаболу (Dap). Группа известна тем, что использует в своих текстах юмор, комментарии общественной жизни, отсылки к поп-культуре и нетрадиционный стиль; её музыку как игнорировали, сочтя за шуточный рэп, так и называли новым, актуальным голосом в рэпе.
Получив известность в Интернете благодаря песне 2008 года «Combination Pizza Hut and Taco Bell», Das Racist зарекомендовали себя в качестве убедительных рэперов микстейпами Shut Up, Dude и Sit Down, Man, выпущенными в 2010 году. Журнал Spin включил группу в число 50 исполнителей, на которых нужно обратить внимание во время фестиваля SXSW 2010 года. Rolling Stone признал песню «hahahaha jk?» из Sit Down, Man одной из 50 лучших за год.
В сентябре 2011 года вышел дебютный студийный альбом Relax, занявший 12-е место в американском чарте продаж рэп-альбомов. В том же году группа появилась на обложке ноябрьского, «смешного» выпуска журнала Spin, в котором также была опубликована статья о Das Racist, написанная братом Dap’а, комиком Хари Кондаболу.

## Дискография

### Студийные альбомы
- Relax (2011)

### Микстейпы
- Shut Up, Dude (2010)
- Sit Down, Man (2010)

### Синглы
- «Michael Jackson» (2011)